# 吳堂 (永樂進士)
吳堂（14世紀—15世紀），字克升，江西饒州府樂平縣人，明朝政治人物。

## 生平
吳堂是永樂十八年（1420年）庚子科湖廣鄉試舉人，十九年（1421年）聯捷辛丑科進士，宣德元年（1426年）授富順知縣，九年（1434年）調富陽知縣，在私室繪畫楊震拒絕賄賂故事提醒自己，部下入見總用「清慎勤」三字提醒，於是地方弊病一概消除，訴訟亦稀少，在任九年內興辦學校、營建譙樓，又向朝廷奏減綿貢、聘用文人纂修縣志，築春江堤以預備水患、復觀山關以禁絕奸妄、廣城隍廟、起嚴子陵祠，他個性介直不畏權要，曾因與部使者不和辭官，得百姓赴闕請求才得復職，縣民歡呼如獲至寶，景泰元年（1450年）陞和州知州，人們就懸掛其靴子在譙樓東邊紀念遺愛，並出資立報功祠，去世後入祀當地名宦祠。

## 引用
1. 1 2  同治《樂平縣志·卷七·選舉志》：進士……明……（永樂）十九年辛丑曾鶴齡榜……吳堂，字克升，厯四川富順、浙江富陽知縣，陞南直隸和州知州，俱著惠政……鄉舉……明……（永樂）十八年庚子鄉試……吳堂，湖廣榜，辛丑進士
2. ↑  光緒《富陽縣志·卷十七·名宦》：吳堂，樂平人，宣德九年以進士官於縣，嘗繪楊震卻金故事懸私室以作箴，僚佐入謁以清慎勤三字勉之，由是百弊盡釐、訟牒稀簡，在任九年興學校、營譙樓，奏減緜貢、聘修縣志，築春江隄以捍患、復觀山關以禁奸、廣城隍廟、起子陵祠，此其事迹之彰彰者。性介直不阿權要，舊與部使者不合解組去，百姓詣闕求得允復職，一邑驩呼如獲至寶，已而秩滿去官，民復遮道泣留不獲，懸其鞾於譙樓東以誌遺愛，醵金立祠以報其功縣，有報功祠自此始，祀名宦祠。 舊修